# Maria Suutala
Maria Suutala, född 1959 i Ylivieska, är en finländsk ekofeministisk idéhistoriker, ekoteolog och ekofilosof. Hon blev filosofie doktor 1990, och är docent i idéhistoria vid Uleåborgs universitet och docent i religionsvetenskap vid Åbo Akademi. Suutala har varit forskare bland annat i Tyskland på Herzog August Bibliothek, på en internationell forskarinstitution (1986–1992) och på Finlands Akademi som yngre forskare (1991–1995). Sedan 1995 är hon fri forskare och författare. 
Maria Suutala har specialiserat sig på människans naturförhållande och kvinnans historia i sitt idéhistoriska författarskap. Även hennes övriga författarskap, bestående av folklivsforskning, essäer och skönlitteratur, har ofta samma inriktning. Hennes senaste bok handlade om finska pietister. 
Hon har av filosofen Georg Henrik von Wright kallats "Finlands kvinnliga Linkola". Suutala är dock fjärran från Linkolas ekofascism, utan närmar sig urfolksandlighet och anarko-primitivism. 
I sitt ekofilosofiska tänkande har Suutala bland annat uppmärksammat kopplingarna mellan kvinnoförtryck och djurförtryck, och menar att vi måste bejaka vår djurnatur, vår natur som primater, om vi skall läka mänskligheten och planeten. I detta stycke har hon betytt mycket för yngre ekoteologer som Lars Larsen.